# GECT Hôpital de Cerdagne
 (janvier 2018).
Le GECT Hôpital de Cerdagne (aussi dit GECT-HC) est un groupement européen de coopération territoriale institué le 26 avril 2010. Il a pour vocation de fournir des soins médicaux à environ 30 000 habitants de la vallée de Cerdagne, de part et d'autre de la frontière franco-espagnole. Ce GECT, contrairement aux autres, a été prévu pour une durée de 10 ans automatiquement prorogée si aucun État participant au GECT ne s'y oppose.
L'Hôpital, qui est placé sur la commune de Puigcerdà (côté espagnol) à quelques mètres de la frontière, est en fonctionnement depuis le 19 septembre 2014
En 2016, l'Hôpital de Cerdagne a remporté le prix Construire une Europe sans frontières lors de la réunion annuelle des groupements européens de coopération territoriale (GECT) qui s'est tenue au Comité européen des régions (CdR).

## Historique

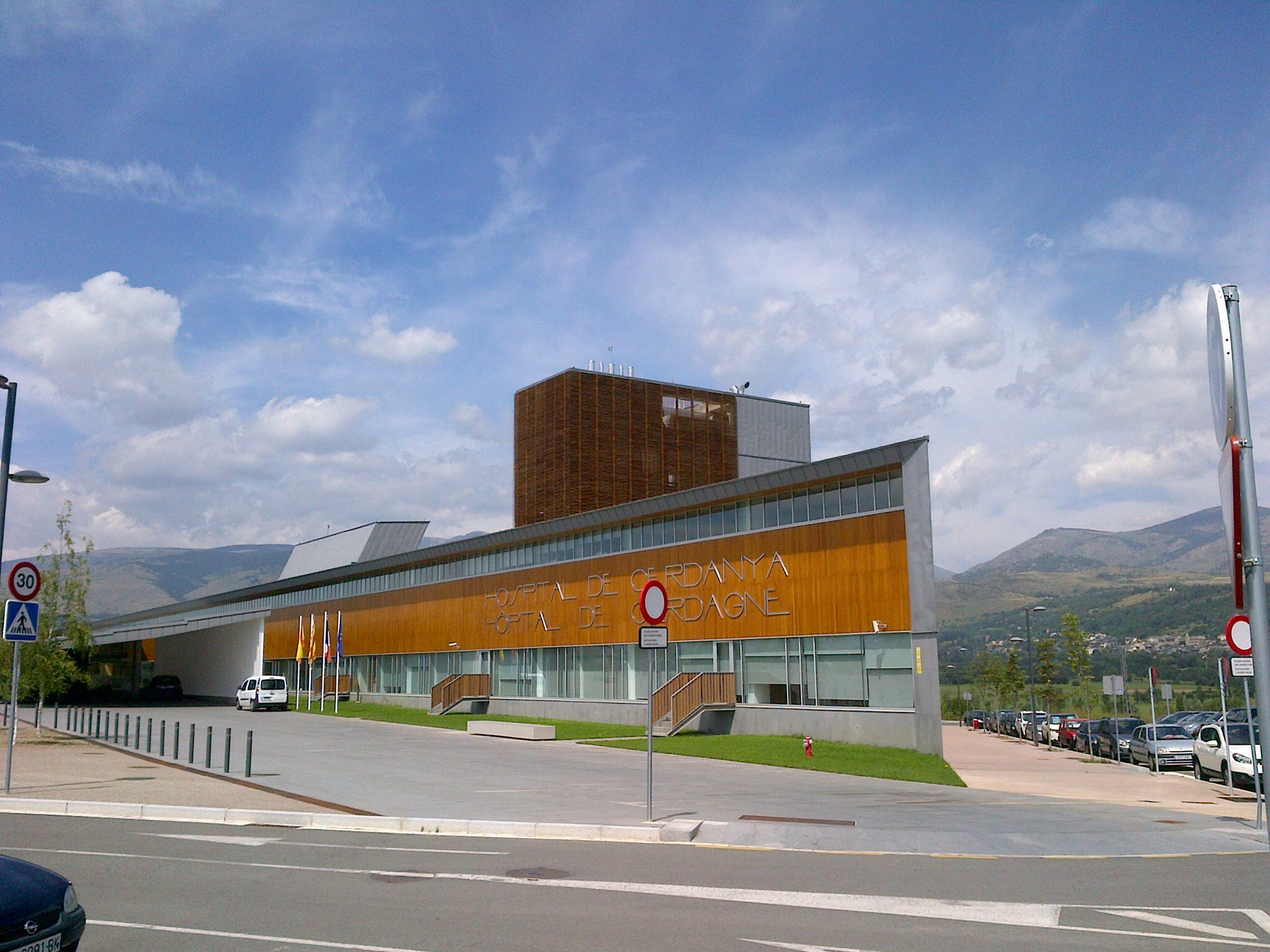
Hôpital de Cerdagne (2015).

En 2003, une étude est lancée concernant la viabilité d'un hôpital transfrontalier dans le cadre de l’eurorégion. Le 10 janvier 2003, un accord est signé entre la Generalitat de Catalogne et le Conseil régional du Languedoc-Roussillon dans le cadre d'Interreg III.
Le 19 mars 2007, Marina Geli, la Conseillère de Santé de la Generalitat de Catalogne, et Xavier Bertrand, le Ministre de la Santé français d'alors, signent à Puigcerdà une charte d’intentions par laquelle les 2 administrations s’engagent à créer un GECT afin de mener à bien ce projet commun.
En octobre 2007, Marina Geli et Roselyne Bachelot signent à Paris pacte définissant les participations financières pour la construction de l’Hôpital : 40 % du montant de la construction reviennent à la France, et 60 % reviennent à la Catalogne. En juillet 2008, le budget pour la construction est adopté : il s'élève à 31 millions d'euros dont 60 % issu du FEDER et les 40 % répartis entre les partis par ledit pacte. L'Union européenne approuve en 2009 l'octroi d'un financement partiel des coûts de construction via le Fonds européen de développement régional.
La convention constitutive du GECT a été signée le 26 avril 2010 en présence du Ministre français de la Santé et des Sports, Roselyne Bachelot, du Ministre espagnol de la Santé et de la Politique sociale, Leire Pajín, et du président de la généralité de Catalogne José Montilla. Le conseil d'administration et le conseil consultatif du GECT sont par la suite nommé.
En 2011, l'équipe du GECT est progressivement mise en place (partie opérationnelle, coordinateurs catalans et français).
La construction prend fin le 25 septembre 2012 et le GECT est équipé en 2013.
L'hôpital du GECT entre en fonctionnement le 19 septembre 2014. Un important réaménagement du réseau routier côté français sur la route neutre la même année permet d’améliorer sa desserte.

## Territoire
Le territoire sur lequel le GECT exerce sa compétence (la Cerdagne et le Capcir) couvre une superficie de 1 340 km2. Cette superficie représente 53 communes espagnoles et françaises pour une population totale de 32 019 habitants. Lors de la saison hivernale, ce chiffre peut être quadruplé.
- Côté espagnol :
  - Alp
  - Bellver
  - Bolvir
  - Das
  - Fontanals
  - Ger
  - Guils
  - Isòvol
  - Lles
  - Llívia
  - Meranges
  - Martinet
  - Prats
  - Prullans
  - Puigcerdà
  - Riu
  - Urús
- Côté français :
  - Angoustrine-Villeneuve-des-Escaldes
  - Bolquère
  - Bourg-Madame
  - Dorres
  - Égat
  - Enveitg
  - Err
  - Estavar
  - Eyne
  - Font Romeu
  - Fontrabiouse
  - Formiguères
  - La Cabanasse
  - La Llagonne
  - Latour-de-Carol
  - Les Angles
  - Llo
  - Matemale
  - Mont-Louis
  - Nahuja
  - Osséja
  - Palau
  - Planès
  - Porta
  - Porté-Puymorens
  - Puyvalador
  - Réal
  - Saillagouse
  - Saint-Pierre-dels-Forcats
  - Sainte-Léocadie
  - Targasonne
  - Ur
  - Valcebollère

## Missions
Le GECT a pour vocation d'optimiser la gestion des ressources catalanes et françaises afin d'améliorer les soins offerts aux populations de la Cerdagne et du Capcir. Dans cette optique, l'Hôpital de Cerdagne permet , d'offrir une assistance médicale à l'ensemble de sa population de référence, basée non pas sur les frontières administratives mais sur des critères de proximité (auparavant, les Français de Haute Cerdagne devaient effectuer 1h30 de route au minimum pour rejoindre les services de santé de Prades ou de Perpignan).
Les objectifs précis du GECT sont :
- améliorer la santé et l'accès aux soins pour les populations de la Cerdagne et du Capcir.
- organiser une prise en charge rapide lorsque cela est nécessaire.
- faciliter la formation d'un réseau sanitaire transfrontalier.
- garantir une gestion unique respectueuse des « traits identitaires ».